# Минеев, Михаил Петрович
Михаил Петрович Минеев (1 января 1950, Куйбышев — 20 июля 2022, Самара) — советский футболист, полузащитник.

## Карьера
В восемь лет начал заниматься в клубе «Волга» у тренера Сенина. В 1967 перешёл в юношескую команду «Восход» тренируемую Замятиным. В 1968 году Федор Новиков пригласил Минеева в куйбышевский «Металлург», где он играл в дубле. С июля 1968 в дубле «Крыльев Советов». 26 июля 1969 года дебютировал в высшей лиге в матче против «Уралмаша» (1:0), заменив Равиля Аряпова. 30 августа 1969 года забил единственный в высшей лиге гол в матче против «Локомотива» (Москва) (3:0), а 2 сентября забил опять гол в матче против «Локомотива» (Москва) (3:2) — но в протоколе мяч был записан как автогол Владимира Басалаева. В 1970 после реорганизации куйбышевских клубов «Крылья Советов» и «Металлург» и оказался в тольяттинском «Торпедо». Участник первого победного матча «Торпедо» в первенствах страны. В 1971—1972 вместе с большой группой куйбышевских футболистов (Котляров, Петров (двоюродный брат), Старков, Старухин, Тимофеев, Юткин) проходил службу в хабаровском СКА. После службы вернулся в тольяттинское «Торпедо».
В конце 1970-х работал на ГПЗ-4. В 1991 работал тренером-преподавателем в куйбышевской ДЮСШ № 9 («Локомотив»). В 1992—1999 тренер в детском клубе «Самарец». С 2000 года работал тренером в дубле «Крыльев Советов». В дальнейшем — тренер-преподаватель в ГУДО СДЮШОР.
Скончался 20 июля 2022 года.

## Клубная статистика
| Выступление          | Выступление      | Выступление      | Лига | Лига | Кубок | Кубок | Итого | Итого |
| Клуб                 | Лига             | Сезон            | Игры | Голы | Игры  | Голы  | Игры  | Голы  |
| -------------------- | ---------------- | ---------------- | ---- | ---- | ----- | ----- | ----- | ----- |
| Металлург (Куйбышев) | D2               | 1968             | —    | —    | —     | —     | 0     | 0     |
| Металлург (Куйбышев) | Итого            | Итого            | —    | —    | —     | —     | 0     | 0     |
| Крылья Советов       | D1               | 1969             | 9    | 1    | —     | —     | 9     | 1     |
| Крылья Советов       | Итого            | Итого            | 9    | 1    | —     | —     | 9     | 1     |
| Торпедо (Тольятти)   | D3               | 1970             | 21   | 0    | —     | —     | 21    | 0     |
| Торпедо (Тольятти)   | D3               | 1973             | 9    | 0    | —     | —     | 9     | 0     |
| Торпедо (Тольятти)   | Итого            | Итого            | 30   | 0    | —     | —     | 30    | 0     |
| СКА (Хабаровск)      | D3               | 1971             | —    | —    | —     | —     | 0     | 0     |
| СКА (Хабаровск)      | D3               | 1972             | 28   | 0    | —     | —     | 28    | 0     |
| СКА (Хабаровск)      | Итого            | Итого            | 28   | 0    | —     | —     | 28    | 0     |
| Всего за карьеру     | Всего за карьеру | Всего за карьеру | 67   | 1    | —     | —     | 67    | 1     |